# Clípeo da virtude
Clípeo da virtude ou clípeo honorífico (em latim: clipeus virtutis) era, no Império Romano, um escudo circular (clípeo) atribuído pelo senado romano ao imperador como um tributo de suas virtudes e méritos. Teria se originado ainda durante o reinado de Augusto (r. 27 a.C.–14 d.C.) quando recebeu um clípeo dourado para celebrar suas vitórias e que fora afixado na Cúria Júlia.

## Origem

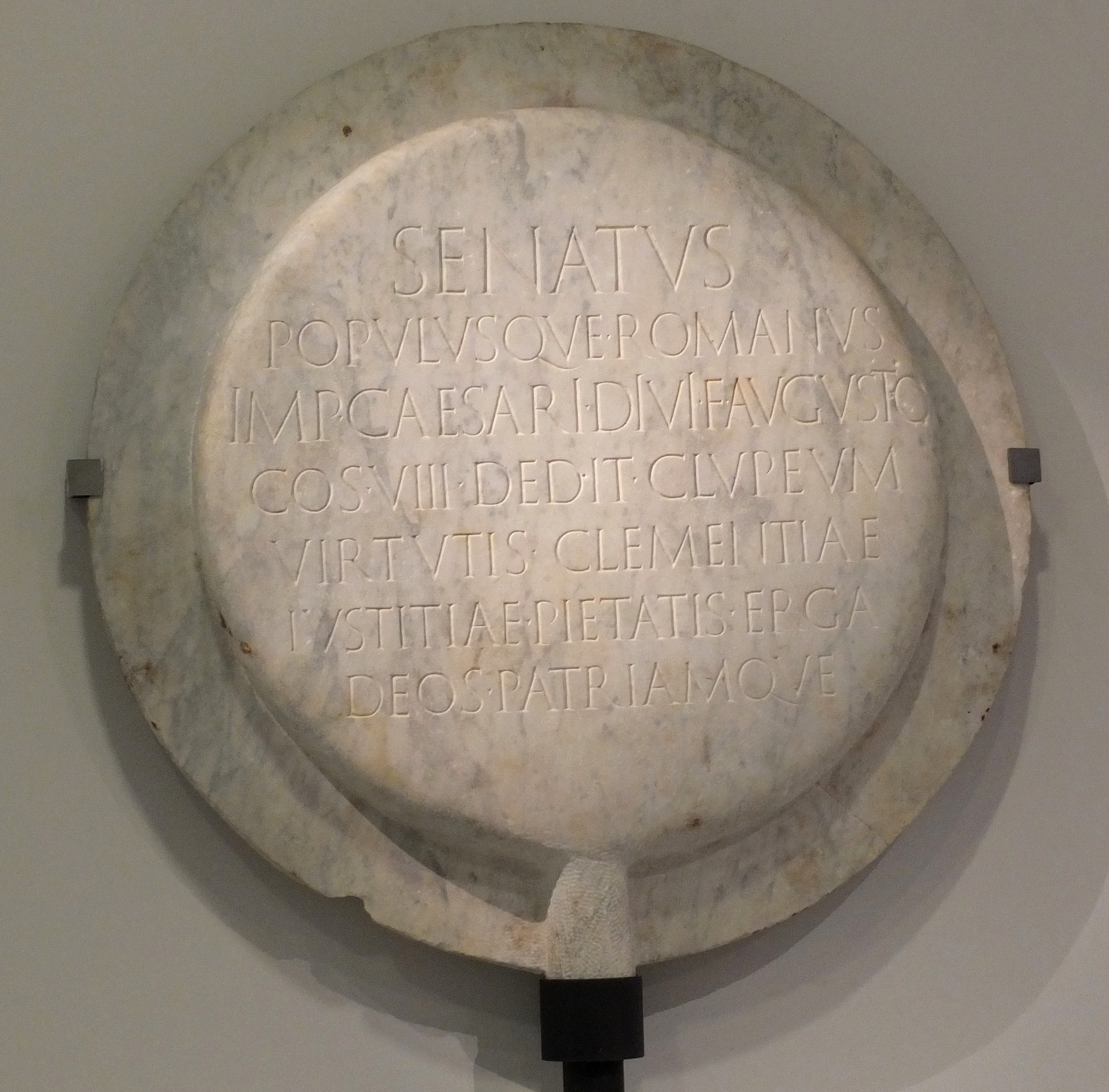
Cópia em mármore do clípeo dourado da Cúria Júlia

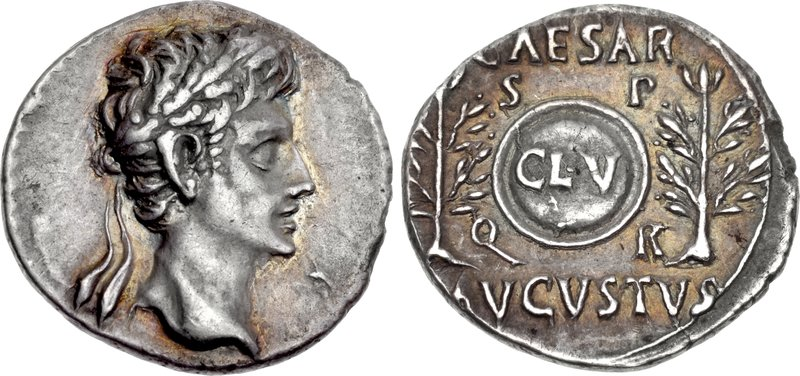
Denário com efígie de Augusto. Nele há a representação do clípeo

Após a morte de Júlio César em 44 a.C., Otávio, seu sobrinho-neto e filho adotivo, tomou o poder e foi proclamado imperador pelo senado. Ele recebeu em 27 a.C. em nome do Senado e Povo Romano um escudo dourado comemorando suas quatro virtudes, exibido na Cúria Júlia, as coroas cívica e láurea e o título de Augusto. A cópia de mármore encontrada no criptopórtico de Arles, está preservada no Museu Arqueológico da cidade. Nele lê-se:
| “ | Senatus Populusque romanus Imp Caesar divi F Augusto cos VIII dedit clupeum virtutis clementiae iustitiae pietatis erga Deos patriamque. | ” |

A mensagem significa que "o Senado e povo de Roma dedicam um clípeo da virtude para Augusto, o filho divino de César, imperador, cônsul pela oitava vez, por sua misericórdia, sua justiça e vis-à-vis a piedade dos deuses e da pátria". Essas qualidades mencionadas no clípeo inserem-se na ideologia do soberano benfeitor datado as virtudes estoicas, que está sob Augusto e que é inspirado por filosofias gregas e orientais. Outra inscrição semelhante, mas muito fragmentada, foi encontrado em Roma. Esta mensagem também é igualmente preservada no reverso de moedas com efígie de Augusto.

## Uso posterior
A concessão pelo senado de um clípeo honorífico ocorreu com vários sucessores de Augusto. Calígula (r. 37–41) recebe um clípeo de ouro que a cada ano, seguido em data fixa, os colégios dos pontífices tinham que usar o Capitólio, seguidos do senado e da jovem nobreza de ambos os sexos, para cantaram hinos em seu louvor. Posteriormente, Antonino Pio (r. 138–161) dedicou um clípeo para o seu predecessor falecido Adriano (r. 117–138), e o senado concedeu a Cláudio clípeo de ouro exibido na cúria.